# Boduognatus
Boduognatus (1. století př. n. l.? – 57/56 př. n. l.?) byl vůdce keltského kmene Nerviů v období galských válek. Jediným zdrojem informací o tomto válečníkovi jsou Zápisky o válce galské římského vojevůdce Julia Caesara, který ho označil jako nejvyššího vůdce Nerviů.
V roce 57 př. n. l. velel společně s Galbou galské koalici v bitvě u Sabis. Koalice byla v početní převaze, ale chyběla jí disciplína a organizace, Suessionové a Bellovaci se vzdali, Ambiani také nekladli žádný odpor, a tak až Nerviové vedení Boduognatem spolu s Atrebaty a Viromandy zaujali výhodné postavení a v bitvě téměř dosáhli vítězství. Nicméně na poslední chvíli dorazil na bojiště Titus Labienus se dvěma legiemi, a tak Boduognatovi válečníci byli Caesarem nakonec poraženi. Zemřel v bitvě či krátce po ní v roce 57 či 56 př. n. l.